# Naturschutzgebiet Wisseler Dünen
Koordinaten: 51° 46′ 7″ N, 6° 18′ 1″ O

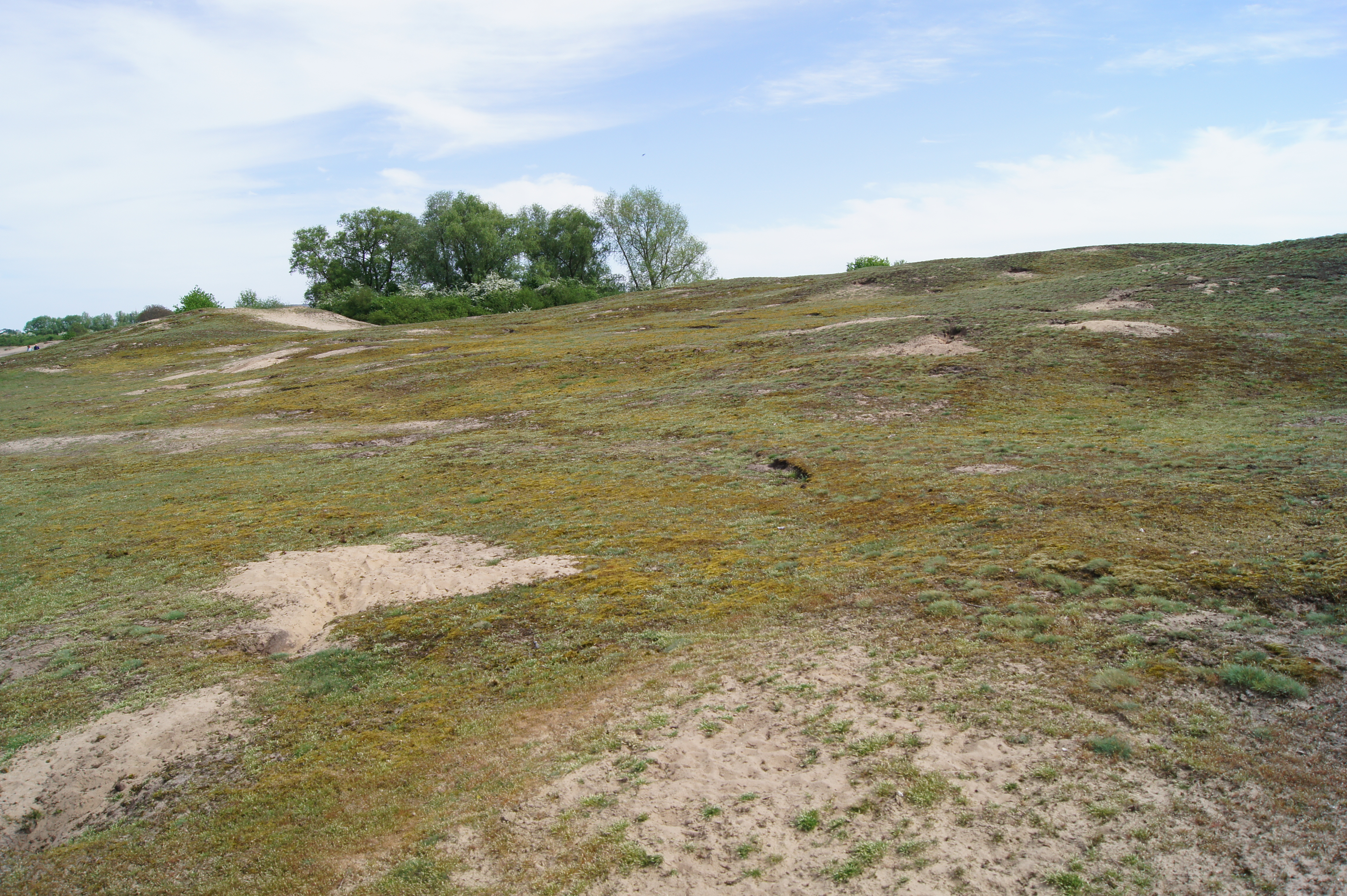
Naturschutzgebiet Wisseler Dünen (Mai 2015)

Das Naturschutzgebiet Wisseler Dünen liegt auf dem Gebiet der Stadt Kalkar im Kreis Kleve in Nordrhein-Westfalen.
Das Gebiet erstreckt sich nördlich der Kernstadt Kalkar und östlich von Wissel, einem Ortsteil von Kalkar. Östlich des Gebietes fließt der Rhein, westlich verläuft die Landesstraße L 18, südlich verläuft die B 57, erstreckt sich der Wisseler See und fließt die Kalflack, ein Nebenfluss des Rheins.

## Bedeutung
Das rund 79,4 ha große Gebiet ist seit 1935 unter der Kenn-Nummer KLE-022 als Naturschutzgebiet ausgewiesen.